# 中華民國特種部隊
隸屬於中華民國國軍的軍事特種部隊列表。特種部隊，定義係指：執行特殊任務的軍事部隊，且接受特別及高強度軍事訓練的精銳軍隊，專門執行特種作戰、兩棲作戰、偵察、滲透、反恐等非常規作戰。對其細分可以分為屬大型軍事部隊的特種軍事部隊（台灣爲陸軍航空特戰指揮部及海軍陸戰隊）與小型軍事部隊的特種菁英部隊。

## 單位

### 中華民國陸軍
- 陸軍航空特戰指揮部（ASFC，Aviation and Special Forces Command）
  - 兩棲偵察營（ARB-101，Army 101st Amphibious Reconnaissance Battalion）（海龍蛙兵、成功隊）
  - 高空特勤中隊（ASSC，Airborne Special Service Company）（涼山特勤隊）
  - 陸軍特種作戰指揮部（SFC，Special Force Command）－（前身為陸軍特種作戰第八六二旅）
    - 本部連 (SFCHQC，Head Quarters Company)－（前身為陸軍特種作戰第八六二旅旅部連）
    - 通資作業連 (CIC，Communications Information Company)
    - 特種作戰第一營 (SF1B，Special Force 1st Battalion)－（前身為陸軍獨立第六二旅步兵第四營）
    - 特種作戰第二營 (SF2B，Special Force 2nd Battalion)－（前身為陸軍獨立第六二旅步兵第六營）
    - 特種作戰第三營 (SF3B，Special Force 3rd Battalion)－（前身為陸軍獨立第七一旅步兵第一營與陸軍獨立第六二旅砲兵第二營，2011年獲頒榮譽旗旒）
    - 特種作戰第四營 (SF4B，Special Force 4th Battalion)－（前身為陸軍獨立第七一旅步兵第二營、空中騎兵第六〇二旅特種作戰營、特種作戰第八六二旅第六營、特種作戰第八六二群第六營，2014年獲頒榮譽旗旒）
    - （前）特種作戰第四營(SF4B，Special Force 4th Battalion)－（前身為陸軍獨立第七一旅步兵第三營、空中騎兵第六〇三旅特種作戰營、特戰第八六二旅特四營、特戰第八六二群特四營，於2013年裁撤，番號由特六營接替）
    - 特種作戰第五營 (SF5B，Special Force 5th Battalion)－（前身為獨立六二旅步五營、空騎第六〇一旅特戰營、特戰第八六二旅特五營、特戰第八七一群特五營，2013年獲頒榮譽旗旒）
- 中華民國政治作戰特遣隊（簡稱「政特」）而後改制為「中華民國國軍政治作戰連」，為因應越戰而生之部隊。越戰加劇後，南越不斷向中華民國求援，美國因擔心中國大陸介入，及中華民國亦欲藉機反攻中國大陸，故美方阻擾中華民國派兵增援，於是1968年中華民國以協助建立政戰制度為由，赴越代訓越南政工人員，除文職政戰科人員公開派遣外，亦自傘兵，特戰，蛙兵，突擊兵等挑選特種部隊精銳，仿美軍當時最有名之綠扁帽編組，秘密組成特遣隊，因以政戰為名，六大戰法為本（思想戰、情報戰、心理戰、組織戰、謀略戰和群眾戰），故稱之為政戰特遣隊。
  - 金防部政治作戰第三連，當選七十六年國軍莒光連隊。
  - 後因「民間任務」（支援臺灣警備總司令部政六處之文化檢審）在臺灣戒嚴時期日趨吃重，改為符合國軍建制的「連」。政特最大規模曾達到八個連，以及若干性質相近的實驗單位，另海軍陸戰隊政治作戰連為國軍第九個，也是最後一個成立的政戰特遣連級單位。

### 中華民國海軍
- 海軍陸戰隊 （Republic of China Marine Corps（ROCMC）
  - 陸戰九九旅 代號鐵軍部隊（ROCMC 99th Marine Brigade）
  - 陸戰六六旅 代號先鋒部隊（ROCMC 66th Marine Brigade）
  - 陸戰防空警衛群 代號鐵衛部隊（ROCMC Air Defense & Base Guard Group）
    - 海軍陸戰隊兩棲偵搜大隊（ARP，Amphibious Reconnaissance and Patrol Unit）
      - 兩棲偵搜大隊偵搜中隊（ARP，Amphibious Reconnaissance and Patrol Company）
      - 兩棲偵搜大隊水中爆破中隊 (UDT，Underwater Demolition Team)
      - 兩棲偵搜大隊特勤中隊（CMC.SSC，Chinese Marine Corps Special Service Company）

### 中華民國憲兵
- 憲兵特勤隊（MP.SSC，Military Police Special Service Company）

### 中華民國海委會海巡署
- 海洋委員會海巡署偵防分署（lnvestigation Branch，CGA，OAC）                      
  - 海巡特勤隊（CGA，Special Task Unit）